# Chah Hossein
 (novembre 2013).
Si vous disposez d'ouvrages ou d'articles de référence ou si vous connaissez des sites web de qualité traitant du thème abordé ici, merci de compléter l'article en donnant les références utiles à sa vérifiabilité et en les liant à la section « Notes et références ».

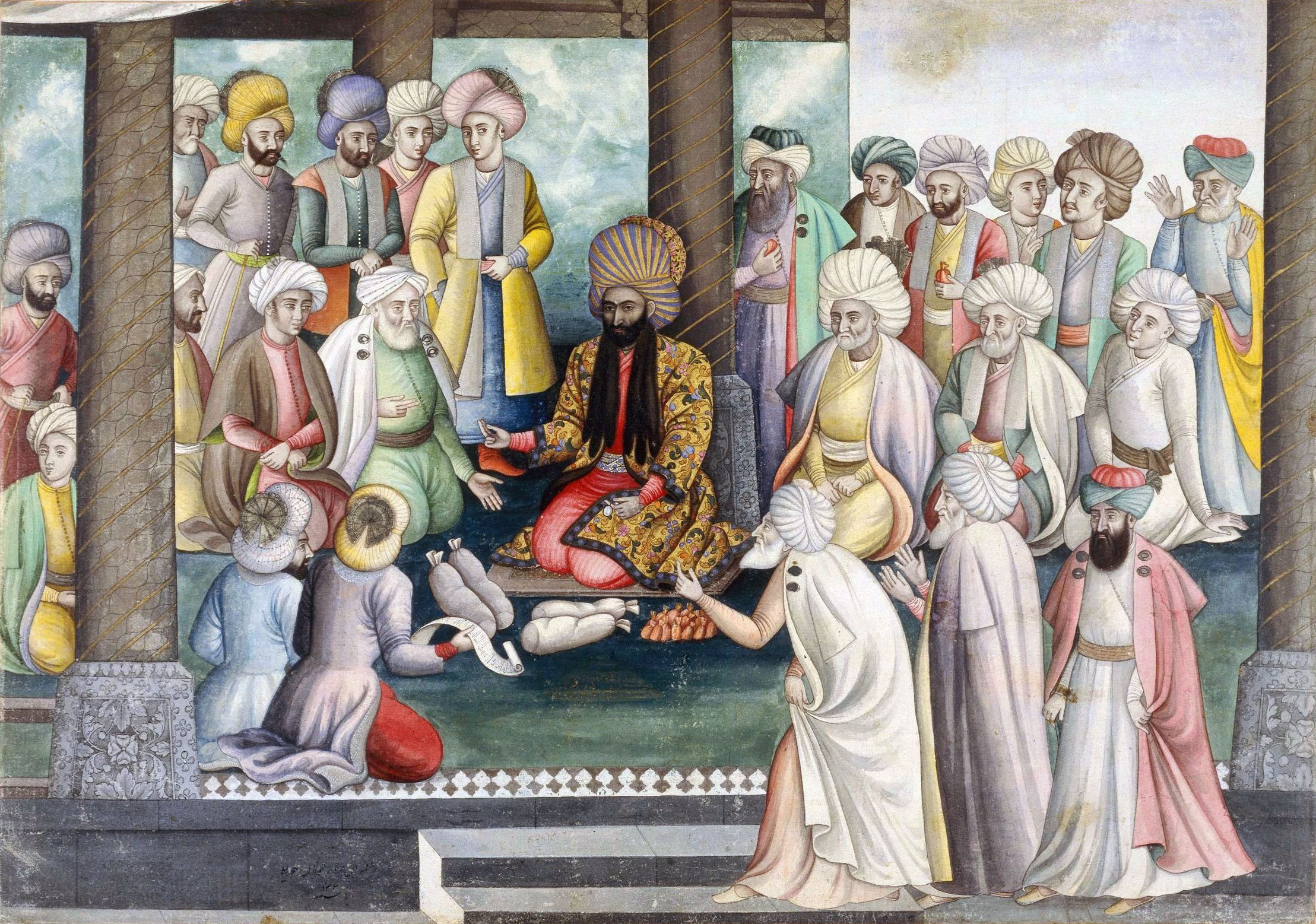
Hossein recevant les cadeaux du Nouvel An, miniature de Mohammad Ali (1721, British Museum).

Soltan Hossein (en persan : شاه سلطان حسین ; aussi transcrit Sultan Hussein), né en octobre 1668 et mort en novembre 1726, est le neuvième et dernier grand séfévide. Il régna sur la Perse de 1694 à 1722 avant d'être destitué par les rebelles afghans en 1722. Son règne marque la chute de la dynastie séfévide qui régnait sur l'Iran depuis le début de XVIe siècle.

## Biographie

### Débuts
Quand son père Chah Soleiman fut sur son lit de mort, il demanda aux eunuques de choisir entre ses deux fils, disant que s'ils voulaient la quiétude et la paix ils devaient opter pour l'aîné, Soltan Hossein; mais s'ils désiraient un empire plus puissant ils devaient choisir le cadet, Abbas. Ils portèrent leur choix sur Hossein. Le chah Hossein avait la réputation d'être maniable et portait peu d'attention aux affaires du pays. Le jeune roi était un musulman pieux et un de ses premiers actes fut de donner un pouvoir accru au clergé chiite et en particulier au mollah Mohammad Bagher Majlessi. Une série de mesures contre l'ordre soufi, ainsi qu'une législation interdisant la consommation d'alcool et d'opium et des restrictions concernant le comportement des femmes en public furent introduites. L'ordre fut donné également aux gouverneurs de provinces de mettre en application la loi coranique.
Cependant, avec les manigances des eunuques, le pouvoir bascula rapidement dans le camp de sa grand-tante, Maryam Begum (la fille de Shah Safi). Sous son influence, Hossein s'adonna finalement à l'alcool et il prêta de moins en moins d'attention aux affaires politiques, consacrant son temps à son harem et ses jardins.

### Révolte afghane
À partir de 1703, les Afghans du clan Ghilzai sous le commandement de Mirwais Khan Hotak se révoltèrent. Ils tuèrent successivement les deux vice-rois de Kandahar nommés pour les combattre : les princes géorgiens Gorgin Khan le 23 avril 1709, puis son neveu Kaikhosro et son armée de 30 000 hommes, le 27 septembre 1711.

### Siège d'Ispahan
En 1722, Mahmoud, fils de Mirwais Khan Hotak, et son armée mirent le siège devant Ispahan. Au lieu de résister dans la ville à un siège que la petite armée afghane avait peu de chance de mener à bien, Soltan Hossein sortit de la ville pour rencontrer les forces de Mahmoud à Gulnabad. L'armée royale encore commandée par un général géorgien, Rostom Khan (en), qui fut tué dans la rencontre, fut mise en déroute par les Afghans, le 8 mars 1722.
Ses fidèles supplièrent le chah de fuir de la capitale et de chercher du renfort auprès des autres provinces. Il décida de rester dans la ville qui était à présent entièrement encerclée. Le siège de la ville par Mahmoud dura de mars à octobre 1722. La famine et la maladie obligèrent Ispahan à la reddition. On estime que près de 80 000 de ses habitants périrent pendant le siège. Le 23 octobre 1722, le chah Soltan Hossein abdiqua et couronna lui-même Mahmoud en le reconnaissant comme le nouveau souverain d'Iran, alors même que son fils Tahmasp s'enfuyait pour continuer à se battre afin de récupérer son trône.

### Captivité et mort
Au début, Mahmoud traita le chah avec attention, mais comme il devenait mentalement instable, il soupçonnait de plus en plus l'ancien souverain. En février 1725, croyant à une rumeur sur la fuite d'un des fils de Soltan Hossein, Safi Mirza (en), il ordonna l'exécution de tous les survivants de la famille royale, à l'exception du chah Hossein lui-même. Soltan Hossein se battit pour faire cesser le massacre et sauva ainsi deux de ses fils. Mahmoud succomba à la folie et mourut le 25 avril 1726.
Son successeur, Ashraf, traita au départ le chah déchu avec sympathie. En retour, Soltan Hossein lui donna sa fille en mariage, ce qui pouvait augmenter la légitimité d'Ashraf aux yeux des sujets iraniens. Cependant Ashraf était en guerre contre l'Empire ottoman qui contestait son accession au trône d'Iran. En automne 1726, le gouverneur ottoman de Bagdad, Ahmad Pacha, avança son armée vers Ispahan. Il envoya un message à Ashraf disant qu'il était venu pour réinstaurer le vrai chah de Perse au pouvoir. En réponse, Ashraf lui fit parvenir la tête coupée de Soltan Hossein, son beau-père.

## Ambassade de Perse auprès de Louis XIV

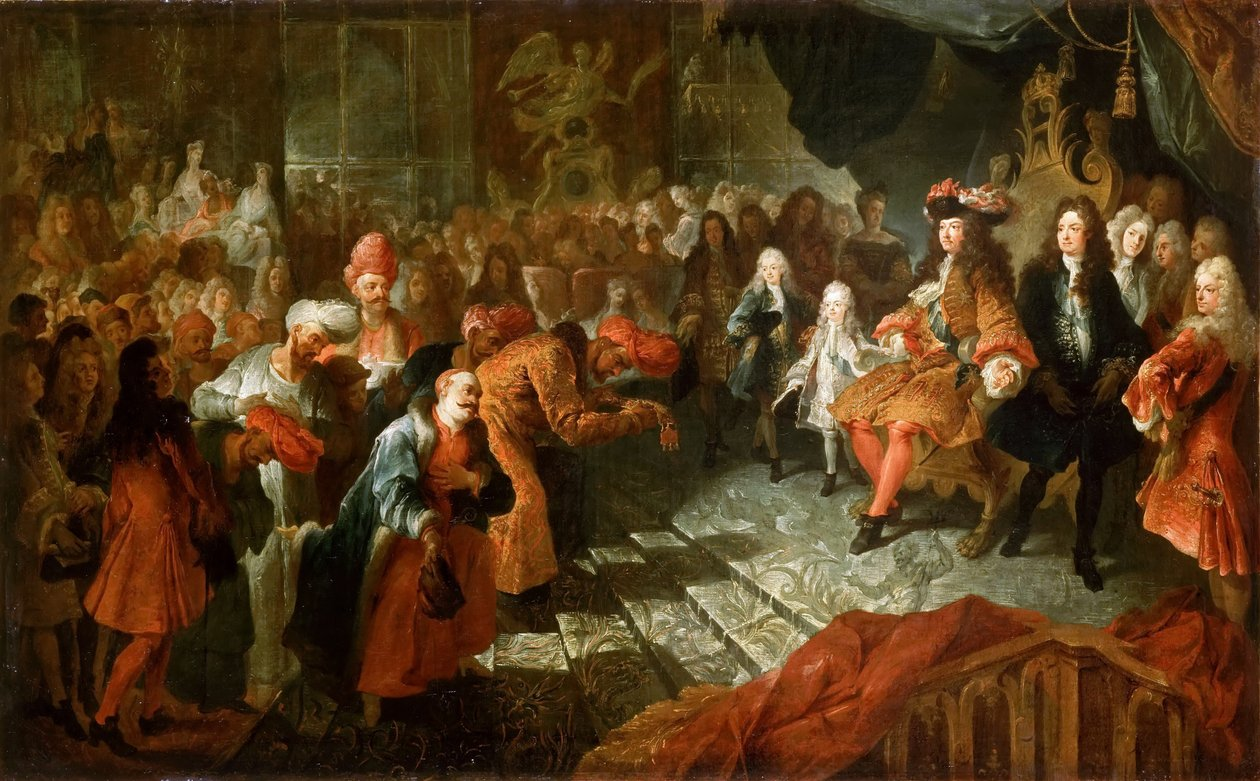
Attribué à Antoine Coypel, Ambassade perse auprès de Louis XIV.

C'est sous le règne d'Hossein qu'une ambassade est envoyée à la cour de Versailles auprès de Louis XIV (la dernière année de son règne en février 1715), afin de solliciter l'aide de la France dans la défense contre les Ottomans. Cette ambassade eut un grand retentissement dans les lettres (par exemple dans Les Lettres persanes de Montesquieu) et les beaux-arts en France.